# Europska škola za menadžment i tehnologiju
Europska škola za menadžment i tehnologiju (EŠMT Berlin), (engl. European School of Management and Technology), je privatna poslovna škola, smještena u Berlinu u Njemačkoj. Osnovana je u listopadu 2002. godine na inicijativu 25 vodećih njemačkih tvrtki i institucija. U svom programu nudi stjecanje magisterija iz poslovnoga upravljanja (MBA), te program tzv. stalnoga (permanentnog) usavršavanja u menadžerstvu i menadžmentu.
Osobitost škole je i u tome što ima vlastiti istraživački odjel specijaliziran za ekonomske analize konkurentnih i regulatornih slučajeva. Rezultati istraživanja objavljivani su u najvažnijim međunarodnim akademskim časopisima te predstavljaju značajni prinos, kako poslovnim zajednicama, tako i samoj nastavi u vidu menadžerskih publikacija i gradiva za t.zv. studije slučajeva. Predavači EŠMT Berlin-a dolaze iz različitih međunarodnih akademskih i strukovnih područjâ djelatnosti. 
Rijetka integracija istraživačkoga i praktičnog rada čini EŠMT Berlin istaknutim mjestom stvaranja relevantnoga i inovativnog znanja. 

## Ustroj
Uprava povjerenika Izvršnoga odbora EŠMT Berlin-a
- Chairman: Dr. Dieter Zetsche, Chairman of the Board of Management, Daimler AG
- Vice Chairman: Jürgen Fitschen, Senior Advisor (Former CEO), Deutsche Bank AG

Additional members of Board of Trustees:
- Franz Fehrenbach, Chairman of the Supervisory Board, Robert Bosch GmbH
- Dr. Heinrich Hiesinger, Chairman of the Board of Management, thyssenkrupp AG
- Joe Kaeser, President and Chief Executive Officer, Siemens AG
- Peter Terium, Chief Executive Officer of the Executive Board, RWE AG

 Upravni odbor EŠMT Berlin-a 
- Predsjednik: Prof. Jörg Rocholl, PhD

Nadzorni odbor EŠMT Berlin-a
- Chairman: Dr. Werner Zedelius, Member of the Board of Management, Allianz SE
- Milagros Caiña-Andree, Member of the Board of Management, BMW AG
- Lutz Diederichs, Member of Management Board, HypoVereinsbank – UniCredit Bank AG
- Dr. Andreas Dombret, Board Member, Deutsche Bundesbank
- Dr. Joachim Faber, Chairman of the Supervisory Board, Deutsche Börse AG
- Melanie Kreis, Board Member for Human Resources and Labor Director, Deutsche Post DHL Group
- Wilfried Porth, Member of the Board of Management, Daimler AG

### Osnivači
- Airbus Group
- Allianz SE
- Axel Springer AG
- Bayer AG
- Bayerische Hypo- und Vereinsbank AG
- Bayerische Motoren Werke AG
- Bundesverband der Deutschen Industrie, BDI e.V.
- Bundesvereinigung der Deutschen Arbeitgeberverbände, (BDA) e.V.
- Daimler AG
- Deutsche Bank AG
- Deutsche Lufthansa AG
- Deutsche Post AG
- Deutsche Telekom AG
- E.ON AG
- GAZPROM Germania GmbH
- KPMG Deutsche Treuhand-Gesellschaft AG
- MAN AG
- McKinsey & Company, Inc.
- Münchener Rückversicherungs-Gesellschaft AG
- Robert Bosch GmbH
- RWE AG
- SAP AG
- Siemens AG
- The Boston Consulting Group (Deutschland) GmbH
- thyssenkrupp AG